# (4334) Foo
(4334) Foo ist ein Hauptgürtelasteroid, der am 2. September 1983 vom belgischen Astronom Henri Debehogne am La-Silla-Observatorium entdeckt wurde.
Der Asteroid wurde nach Lillian Foo (* 1972) benannt, einer Photojournalistin, die als Beraterin der Weltbank zur Entwicklung eines in Ghana, Kenia, Tansania und Uganda ausgestrahlten Radioprogrammes beitrug.